# Heavenly Place
Heavenly Place es el álbum debut de Jaci Velasquez, el cual fue lanzado a principios de octubre de 1996. El álbum consta de 10 temas, de los cuales la mitad (5) , fueron lanzados como sencillos.

## Lista de canciones
1. If This World
2. Un Lugar Celestial (A Heavenly Place)
3. Flower In The Rain
4. On My Knees
5. Shelter
6. Baptize me
7. We Can Make A Difference
8. I Promise
9. We Will Overcome
10. Thief Of Always

## Sencillos
1. If This World
2. Flower In The Rain
3. On My Knees (se realizó un videoclip para esta canción)
4. Un Lugar Celestial (A Heavenly Place) (se realizó un videoclip para esta canción)
5. We Can Make A Difference